# Domegliara
Domegliara è una frazione del comune di Sant'Ambrogio di Valpolicella, in provincia di Verona, situata a circa 18 km dal centro del capoluogo di provincia. Confina con la frazione di Ponton, paese di antiche origini posto a ridosso dell'Adige.
È situata a sud del territorio comunale. La parte principale dell'abitato è compresa tra la Strada statale 12 dell'Abetone e del Brennero e la S.P. 1 (Verona-Domegliara).
La stazione ferroviaria più vicina è quella di Domegliara-S.Ambrogio. I caselli autostradali più vicini sono Affi-Lago di Garda Sud e Verona Nord, entrambi sulla A22 del Brennero.
L'attività economica prevalente è l'industria dell'estrazione e della lavorazione del marmo.
La domenica precedente il Mercoledì delle Ceneri si tiene la sfilata dei carri di carnevale, in lingua veneta: Carnealòn de Domeiara.
La parrocchia è intitolata al Sacro Cuore di Gesù e comprende, oltre a Domegliara, anche la frazione di Ospedaletto (comune di Pescantina).
Si dice che il nome Domegliara derivi da "Due Miglia", in dialetto "Do Miglia", da cui deriva appunto Domegliara, che dalla stazione ferroviaria, attraverso il paese fino al casello della "Ponta", è lunga 2 miglia. Si dice anche che ci doveva essere un cambio di cavalli in prossimità di passaggio Napoleone distante anch'esso circa 2 miglia dal paese.

## Calcio
Questa piccola frazione può vantare di aver avuto una squadra di calcio militante nel campionato nazionale di Serie D.
La Società Sportiva Dilettantistica Domegliara, dopo aver militato per anni nelle categorie regionali venete si è imposto come campione regionale d'Eccellenza nella stagione 2006-2007; nel 2007-2008 conclude al 6º posto nel girone C della Serie D.
I colori sociali sono il rosso e il nero; le partite si tenevano al Montindon di Domegliara, impianto con una capienza di 1 100 posti.
Dopo la decisione di dimissioni del presidente Paiola nel giugno 2010, la squadra non è più in attività. Ha avuto come allenatore l'ex calciatore di Hellas Verona e Parma, Paolo Vanoli.

## Cultura e spettacoli
Una volta l'anno, Domegliara si trasforma nel Ducato della Valbusa per il tradizionale «Carnealon de Domeiara», organizzato dall'omonimo Comitato Benefico.
Un serpentone di un centinaio di gruppi e migliaia di figuranti che inizia dal quartiere Poli: teste coronate, maschere, majorettes da Verona, dalla provincia e dalle città limitrofe, insieme a mastodontici carri, tra cui il gruppo di casa, i "Butei De Domeiara". Il corteo, aperto dal duca della Valbusa e dalla dolce ed affascinante duchessa, dal Marchese del Montindon ed il fido Cedrone senza Fegato, Papà del Gnoco e dalla sua corte, arriverà in piazza Unità d'Italia per salutare come tradizione vuole i paracadutisti della pattuglia acrobatica di Boscomantico.